# Erland Johnsen
Erland Johnsen (Fredrikstad, 1967. április 5. –) norvég válogatott labdarúgó, edző.

## Pályafutása

### Klubcsapatban
Pályafutását a Moss csapatában kezdte 1983-ban. 1987-ben norvég bajnokságot nyert csapatával. 1988-ban a Bayern Münchenhez szerződött, melynek színeiben 1989-ben bajnoki címet szerzett.
1989 decemberében a Chelsea igazolta le, ahol nyolc szezonon keresztül játszott. 1995-ben az év játékosának választották. Egyetlen gólját 1994 áprilisában szerezte a Southampton ellen. Pályára lépett az 1994-es FA-kupa döntőjében, ahol 4–0-s vereséget szenvedtek a Manchester United ellen. Az 1996–97-es sorozatot megnyerték, ekkor azonban kimaradt a keretből. 1997-ben hazatért Norvégiába és előbb a Rosenborg, majd a Strømsgodset csapataiban játszott. 1999 júniusában vonult vissza.

### A válogatottban
A norvég U21-es válogatottban 1985 és 1987 között 16 mérkőzésen lépett pályára. 1987 és 1995 között 24 alkalommal szerepelt a norvég válogatottban és 2 gólt szerzett. 1989. november 15-én a Skócia elleni világbajnoki-selejtezőn több, mint 40 méterről lőtt egy hatalmas gólt. Részt vett az 1994-es világbajnokságon.

### Edzőként
Miután befejezte játékos pályafutását maradt a Strømsgodset csapatánál, ahol három évig volt segédedző. Ezt követően a Moss (2002–2003), a Follo (2003–2006) és a Lillestrøm (2008) csapatainál vállalt munkát.
2016 óta a norvég U17-es válogatott szövetségi edzője.

## Sikerei, díjai
Moss
- Norvég bajnok (1): 1987

Bayern München
- Német bajnok (1): 1988–89

Chelsea
- Angol kupa (1): 1996–97

Rosenborg
- Norvég bajnok (2): 1997, 1998

## Külső hivatkozások
- Erland Johnsen adatlapja a National-Football-Teams.com oldalon (angolul)

- Erland Johnsen (angol nyelven). eu-football.info